# David Sherrill
Benjamin David Sherrill (North Carolina, 8 november 1959) is een Amerikaanse acteur, scenarioschrijver en filmproducent.

## Biografie
Sherrill heeft zijn jeugd doorgebracht in de San Fernando Valley en op de stranden van Southern California. Hij heeft gestudeerd aan de Colorado State University waar hij drama studeerde en daar zijn reis begon naar zijn uiteindelijke loopbaan als acteur. Hij begon met acteren in het theater van de universiteit. Op aanbeveling van zijn professor en mentor dr. Porter Woods (voorzitter van de theaterschool van de universiteit) verhuisde Sherrill naar New York om daar zijn opleiding te vervolgen aan de New York University bij de afdeling School of Arts. Hier kreeg hij ook les van Stella Adler en Stanford Meisner op de Neighborhood Playhouse.
Na zijn afstuderen pakte hij een baan aan bij Warner Communications waar hij voor anderhalf jaar bleef. Hij werkte daar voor Atlantic Records, Warner Bros. Television en MTV Networks. Hierna verhuisde hij terug naar Californië en maakte zijn training af aan de Universiteit van Californië - Los Angeles op de afdeling School of Theater, Film & Television. Toen hij hiermee klaar was ging hij in Los Angeles wonen en schreef zich in bij een klein agentschap die hem werk moest bezorgen in de film industrie. Hij ging naar elke auditie die hij tegenkwam en in 1986 kreeg hij zijn eerste rol in een film.
Sherrill begon met acteren voor tv in 1986 met de film The Wraith waar Charlie Sheen ook in meespeelde. Hierna heeft hij nog meerdere rollen gespeeld in televisieseries en films zoals The Beast of War (1988), Beverly Hills, 90210 (1992), The Arrival (1996) en Army Wives (2009).
Zijn rol in de televisieserie Beverly Hills, 90210 heeft hij te danken aan zijn goede vriend Jason Priestley, met wie hij in zijn studietijd zijn kamer deelde.

## Filmografie

### Films
Uitgezonderd korte films.
- 2023 The Searching - als Hank
- 2017 Kampout - als Hank
- 2016 Kampout: Director's Cut - als Hank
- 2015 Careful What You Wish For - als Brian
- 2009 In/Significant Others – als Miller
- 2008 The 27 Club – als Tom sr.
- 2008 House of Fallen – als Beliar
- 2005 The Pigs – als Craig Divine
- 2004 3: The Dale Earnhardt Story – als H.A. Wheeler
- 1999 Five Aces – als Ray Vanowen
- 1997 She's So Lovely – als uitsmijter
- 1996 Mars Attacks! – als luitenant kolonel Swenson
- 1996 Unhook the Stars – als Ethan Hawks
- 1996 The Arrival – als Lance
- 1994 Major League II – als Fields
- 1993 Broken Trust – als Bruce
- 1992 Buffy the Vampire Slayer – als ridder
- 1992 Wishman – als Joe Montana
- 1992 Soulmates – als professor
- 1990 The Rookie – als Max
- 1989 Terror on Highway 91 – als Randy Barton
- 1988 Slipping Into Darkness – als T-Bone
- 1988 Feds – als Duane
- 1988 The Beast of War – als Kovolov
- 1988 The Night Before – als Danny Boy
- 1987 The Last Fling – als Skip
- 1986 The Wraith – als Skank

### Televisieseries
Uitgezonderd eenmalige gastrollen.
- 2009 Army Wives – als generaal Mayfield – 2 afl.
- 1992 Beverly Hills, 90210 – als Jack Canner – 2 afl.

### Scenarioschrijver
- 1999 Five Aces – televisiefilm

### Filmproducent
- 1999 Five Aces – televisiefilm

- Gemeinsame Normdatei: 1161221220
- Virtual International Authority File: 2026152932540209830009